# テレサ・エドワーズ
テレサ・エドワーズ（Teresa Edwards、1964年7月19日 - ）は、アメリカ合衆国ジョージア州出身の元女子バスケットボール選手である。ロス五輪から5大会連続で五輪に出場した。現在は解説者。

## 経歴
ジョージア大学で活躍し、在学中にロス五輪のアメリカ合衆国代表に選ばれ、金メダルを獲得する。
卒業後はイタリアを皮切りに各国でプレー。日本でも1989年より1992年まで三菱電機でプレーした。その間に得点王と3度のアシスト賞を受賞。
米国代表としてもその間、ソウル、バルセロナ、アトランタ、シドニーと五輪に連続出場し、4個の金メダルと1個の銅メダルを獲得。アトランタでは米国選手団の旗手と選手宣誓も務めた。
2003年、WNBAドラフトにて38歳という年齢でミネソタ・リンクスに指名され、2004年までプレー。
2005年シーズンのオファーはなく現役引退。
2006年、リンクスのアシスタントコーチに就任。